# Länsväg W 680
Länsväg W 680 (länsväg 680) är en övrig länsväg i Hedemora kommun, Dalarnas län. Vägen är 4,1 km lång och går från Ingvallsbenning (länsväg 681) till Sjönsbo (länsväg 671).